# Marie von Augustin
Marie Baronin von Augustin (geborene Regelsberg von Thurnberg; * 23. Dezember 1806 in Werschetz, Kaisertum Österreich; † 12. Februar 1886 in Wien) war eine österreichische Malerin und Schriftstellerin. Sie schrieb auch unter dem Pseudonym Marie von Thurnberg.

## Leben
Marie von Augustin wurde als Tochter des k.k. österreichischen Oberstleutnants Regelsberg von Thurnberg in Werschetz im Banat geboren, verbrachte ihre Kindheit ab dem fünften Lebensjahr jedoch bereits in Wien. Sie erhielt von ihrer Mutter, einer Siebenbürgener Sächsin, eine gute Ausbildung und schrieb bereits mit 14 Jahren Gedichte. Mit 15 Jahren entstand die Erzählung Theodora, die jedoch wie die Gedichte unveröffentlicht blieb. Nach dem Tod ihrer Mutter im Jahr 1828 wandte sich Maria von Augustin der Ölmalerei zu. In den folgenden Jahren entstanden zahlreiche Miniaturporträts und Kopien bekannter Werke aus der Esterházyschen Galerie, so z. B. Werke nach Raphael Mengs, Leonardo da Vinci und Peter Paul Rubens. Für verschiedene Kirchen und Klöster fertigte sie Madonnen und Altarbilder an, so z. B. 14 Kreuzwegstationsbilder, die nur Porträts zeigten und 1834 für die Pfarrkirche Pyhra bei St. Pölten entstanden.
Im Jahr 1835 heiratete Marie von Augustin den damaligen Hauptmann und Militärschriftsteller Baron Ferdinand von Augustin, mit dem sie Wien verließ. Die folgenden Jahre waren, bedingt durch den Beruf des Ehemannes, von ständigen Ortswechseln geprägt. Marie von Augustin wandte sich nun verstärkt der Literatur zu und veröffentlichte ab den 1840er Jahren Novellen, Romane und Gedichte. Sie wurde 1885 die erste Präsidentin des „Vereins der Schriftstellerinnen und Künstlerinnen in Wien“ und war in der Frauenbewegung tätig.

## Werke (Auswahl)
- Novellen und Erzählungen. 4 Bände. Hirschfeld, Wien / Leipzig 1843–1845; Digitalisat 1. Bändchen. onb.ac.at
- Der Jungfrau schönstes Ziel : Toiletten-Geschenk für junge Damen, welche nach vollendeter Erziehung in die Welt treten. Hirschfeld, Wien / Leipzig 1845; Digitalisat. onb.ac.at
- Des Fischers Tochter (1844)[6]
- Gedanken einer Frau über die angeborenen Rechte des Frauengeschlechtes. Doll, Wien 1846; Digitalisat. onb.ac.at
- Die graue Schwester (1846)[7]
- Die Sausenburger Klamm (1846)[8]
- Sprossen der Erinnerung. Neueste Novellen (1851)[9]
- Die Rose am See (1852)[10]
- Seelen-Klänge. Gedichte als Toilettengabe für junge Damen. Lechner, Wien 1864; books.google.de
- Die Rose von Granada. Romantisches Gedicht. Dirnböck, Wien 1873; Digitalisat. onb.ac.at